# 牡丹区文化中心
牡丹区文化中心，坐落于中华人民共和国山东省菏泽市牡丹区南华南街32号

## 历史
2012年，菏泽市牡丹区启动区文化中心规划建设。该中心的建设属于2012年山东省公益文化项目，规划为文化馆、图书馆、博物馆三馆合一，设计招标要求总建筑面积在12000平方米左右，其中文化馆面积不低于2600平方米，图书馆面积不少于5000平方米，博物馆面积在2000平方米左右。